# Herberto II do Maine
Herberto II (Nascimento em data desconhecida - 8 de março de 1062) foi conde do Maine de 1051 a 1062. Ele era um Hugonide, filho de Hugo IV do Maine e Berta de Blois.
Com a morte de Hugo IV Godofredo Martel, Conde de Anjou ocupou o Maine, expulsando Berta de Blois e Gervais de Château-du-Loir, Bispo de Le Mans, que fugiu para a corte da Normandia.
Em 1056, Herberto escapou de Le Mans, e ele mesmo foi para a corte de Guilherme, duque da Normandia. Lá, sua irmã Margarida estava prometida a Roberto Curthose. Herberto prestou homenagem a Guilherme para o seu domínio de Maine, e fez dele seu herdeiro.